# Test Drive Unlimited
Test Drive Unlimited, TDU, är ett MMOG i genren racingspel, och är utvecklat av Eden Games och Melbourne House (PS2 och PSP). Spelet är det nionde i Test Drive-serien och innehåller över 125 olika sportbilar och motorcyklar.  
Test Drive Unlimited utspelar sig på den hawaiianska ön Oahu med omkring 1 500 kilometer körbar väg som har modellerats efter satellitbilder (GPS-data).
Spelet finns tillgängligt till PC, Xbox 360, PS2 och PSP och skiljer sig något mellan versionerna. Det finns t.ex. inga motorcyklar med på PSP och PS2 versionenoch det finns bara 72 olika bilar.

## Spelet
Spelaren börjar med att hyra en bil för att kunna åka till bilaffären och göra sitt första bilinköp. I PSP och PS2 versionen får spelaren en tävlingsutmaning före bilinköpet. I början finns det ett ganska dåligt urval av bilar och motorcyklar men ju mer spelaren kör desto fler försäljare, "car dealers" och "motorbike dealers", låses upp. Spelaren får sedan möjlighet att utforska ön på egen hand.
Man kan köra både vägkörning och terrängkörning. Terrängen varierar från regnskog och berg till sandstränder och Hawaiis huvudstad Honolulu. Spelaren kan få tag på olika sportbilar från flera olika tillverkare, bland annat Ferrari 575M Maranello, AC Cobra 289, Maserati 3500 GT och Pontiac Firebird.

## Mottagande
Test Drive Unlimited har fått mestadels positiva recensioner, där Game Rankings visar ett betygsnitt på 82% på versionen till Xbox 360, 80% på PC-versionen, 76% på PS2-versionen och 80% på PSP-versionen.
Metacritic rapporterade också att spelet fått generellt positiva recensioner ("generally favourable reviews") på Xbox 360, med ett medelbetyg på 82 och ett användarmedelbetyg på 8,0 av 10. PC-versionens är 79 med användarbetyget 8,6 av 10.